# Abou Diaby
Vassiriki Abou Diaby (født 11. maj 1986 i Paris, Frankrig) er en fransk tidligere fodboldspiller af ivoriansk afstamning, der spillede som midtbanespiller. Han repræsenterede gennem karrieren Auxerre og Marseille i hjemlandet samt Arsenal i England.

## Klubkarriere
Diaby blev en del af AJ Auxerres førsteholdstrup i 2004, men nåede kun at være tilknyttet klubbens førstehold i halvandet år, inden Arsenal F.C.-manageren Arsène Wenger den 12. januar 2006 hentede ham til den engelske Premier League. 
Diaby debuterede for Arsenal den 21. januar 2006 i en kamp mod Everton F.C., og scorede sit første mål for klubben den 1. april samme år i en kamp mod Aston Villa. Han har siden da etableret sig selv som en ofte benyttet spiller på Arsenals midtbane, og har (pr februar 2009) allerede optrådt over 50 gange for klubben.

## Landshold
Diaby, der egentlig er af ivoriansk afstamning, nåede 16 kampe og én scoring for Frankrigs landshold. Han debuterede for holdet den 24. marts 2007 i en EM-kvalifikationskamp mod Litauen, og var en del af landets trup til VM i 2010 i Sydafrika.